# 会計検査院法
会計検査院法（かいけいけんさいんほう、昭和22年4月19日法律第73号）は、会計検査院に関する日本の法律である。
所管官庁は、会計検査院である。

## 概説
日本国憲法90条2項にいう、会計検査院の組織及び権限を定める法律である。

### 組織
会計検査院は政府から影響を受けることなく、十分に公正な会計検査をしなければならないことから、内閣からの独立性を担保する必要がある。そのため、会計検査院法は、会計検査院が内閣に対し独立の地位を有することを宣言するだけでなく（第1条）、検査官を国会同意人事とし（第4条）、会計検査院長を検査官の互選とするほか（第2条）、検査官の意に反して退官を強制できる場合を厳格に限定するなど（第8条）、その身分を保証している。

### 権限
日本国憲法90条1項に定める国の収入支出の決算の検査だけでなく、法律に定める会計の検査をも行うことを定めている（第20条1項）。この例としては、放送法79条の規定に基づく日本放送協会の検査などがある。

## 構成
- 第一章　組織 
  - 第一節　総則
  - 第二節　検査官
  - 第三節　検査官会議
  - 第四節　事務総局
  - 第五節　会計検査院情報公開・個人情報保護審査会
- 第二章　権限 
  - 第一節　総則
  - 第二節　検査の範囲
  - 第三節　検査の方法
  - 第四節　検査報告
  - 第五節　会計事務職員の責任
  - 第六節　雑則
- 第三章　会計検査院規則
- 附則